# Distretto di Thung Si Udom
Il distretto di Thung Si Udom (in thailandese: ทุ่งศรีอุดม) è un distretto (amphoe) della Thailandia, situato nella provincia di Ubon Ratchathani.